# Charles Le Picq
Œuvres principales
Orfeo e Euridice (1770)
La Belle Arsène (1779)
Mackbet (1785)
Robin Gray (1785)
Natchalnoïe oupravleniye Olega (1790)
Tancrède (1799)
Charles Felix Richard Auguste Le Picq (ou Le Pic, Lepic, Le Pich, Lepicq, Le Picqué, Pic, Pick, Picq, Pik; en russe Шарль Ле Пик) est un danseur, maître de ballet et chorégraphe français né à Strasbourg le 2 mars 1745 et mort à Saint-Pétersbourg le 29 octobre 1806.

## Ses ancêtres
Il venait d'une famille liée à la danse depuis deux générations. Le petit-fils du maître de danse français Antoine Le Picq (1673-1759), né à La Neuville-Roy (Picardie), et de Charlotte Caroline Coudu, son épouse, fille du maître de danse André Coudu. Le fils du danseur et maître de danse français Jean Felix Charles Le Picq, né à Strasbourg en 1713, et Marie Magdaleine Kugler (1720-1775), son épouse. Ses trois oncles : Antoine Christophe Le Picq (né en 1704), Claude Joseph Le Picq (né en 1716) et Martin Charles Le Picq (né en 1719), frères de son père, étaient également des maîtres de la danse.

## Danseur et chorégraphe
Il étudie la danse avec Jean-Baptiste-François Dehesse (Deshayes) à Paris avant 1760 et avec Jean-Georges Noverre à Stuttgart et Ludwigsbourg de 1760 à 1764, puis danse à Vienna et Innsbruck (1764/65), à Varsovie (1765 à 1767), à Vienna (1767 à 1769), Padoue (1769), Venise (1769 à 1772 et 1776/77), Milan (1770 à 1773), Florence (1772) et Naples (1772 à 1776 et 1777 à 1782). En 1766-1777, Le Picq était associé à la célèbre danseuse et courtisane italienne Anna Binettii, née Ramón, mais ils n'étaient pas mariés. Lorsqu'elles ont dansé à Varsovie, elle a abandonné son mari, Georges Binet (Binetti), danseur et maître de ballet français, mais elle n'a jamais divorcé (son mari résidait toujours au Portugal en 1780). En Italie, il a également créé des chorégraphies.  

## Apollon de la danse
À l’automne de 1776, il est invité par Jean-Georges Noverre au Ballet de l’Opéra de Paris, où il danse dans Les Caprices de Galathée avec Marie-Madeleine Guimard comme partenaire. À Paris, il a été salué comme une "Apollon de la danse".  
Des souvenirs de Noverre: "Le Picq quitta Naples un instant pour venir me voir à Paris où je le fis débuter. Les belles proportions de sa taille, la noblesse de sa figure, l'harmonie enchanteresse de ses mouvemens, et le fini précieux d'une exécution d'autant plus étonnante qu'elle étoit toujours facile, et que les éfforts du corps étoient sans cesse dérobés par les graces; tant de perfections réunies lui obtinrent le plus brillant succès tant à la cour qu'a la ville. Je composai pour la Dlle. Guimard et Le Picq Les Caprices de Galathêe, ballet anacréontique. Il fut réprésenté à Brunoy, et faisoit partie d'une fête de jour, que Monsieur, donnoit à la Reine. Cette heureuse bagatelle eut un succès complet. Les talens de Le Picq et; de la Dlle. Guimard, réunis à ceux de Dauberval et de la Dlle. Allard, l'embélirent singulièrement. Je la donnai ensuite à Paris et à Fontainebleau. Le Picq fut fêté; on le nomma l'Apollon de la danse; mais la cabale intérieure de l'opéra que j'appelle la Boite de Pandore, se joignit aux motifs qui le firent renoncer aux propositions brillantes qui lui furent faites. Il retourna à Naples, de là il vint me trouver à Londres où il fut fixé par des appointemens considérables. Je le fis débuter par Apollon et les Muses. Au bout de quelques années il quitta l'Angleterre pour s'attacher au service de la cour de Russie. Ses talens pour la danse et la composition, joints à sa bonne conduite, lui méritèrent les bien faits de la cour et l'estime des grands". 
En 1782, il connut l'invitation de Noverre à Londres où Noverre créa pour lui le ballet Apollon et les Muses, puis lui permit de présenter ses propres compositions. Il dance à Londres (1782 à 1785), puis à Varsovie (automne 1785). Il a également créé de nombreux ballets à Londres et à Varsovie. 

## En Russie
En 1786, il se rend à Saint-Pétersbourg où il est engagé comme premier danseur, ainsi que comme chorégraphe principal de 1792 à 1799. Très imprégné de l'œuvre de son maître, il remonte plusieurs ballets de Noverre et présente également ses compositions, toujours proches du style noverrien. Bien en cour, il chorégraphie la plupart des grandes fêtes données par Catherine II de Russie à la fin de sa vie. Grâce à lui, les Lettres sur la danse de Noverre sont publiées en Russie (en français) en 1803.
Les circonstances de sa mort le 29 octobre 1806 ont été décrites dix ans plus tard par Antonio Francesco Spada dans le livre Ephémérides russes politiques, littéraires, historiques et nécrologiques: "Frappé d'un coup d'apoplexie, au sortir presque d'une leçon de danse qu'il venait de donner à LL. AA. II. [Leurs Altesses Impériales] Mesdames les Grandes-Duchesses, il survécut trente-six heures à cet accident, et termina sa carrière dans la 62me année de son âge. Les Arts regrettèrent amèrement la perle de cet Artiste habile, dont le talent avait servi de guide et de modèle pendant près de quarante ans à tous ceux qui professent cet art. Sa famille perdit en lui son plus sûr appui, et ses élèves un maître éclairé et juste. M. Lepicq honora les Arts par son savoir, et la société par les vertus domestiques, qui contribuent plus que toute autre chose au bonheur réel de la vie".
Poursuivant l'impulsion donnée par Jean-Baptiste Landé sous le règne d'Anne de Russie, Le Picq a grandement contribué à l'établissement de la danse française en Russie et a préparé la voie aux innovations de Charles-Louis Didelot et des autres chorégraphes qui le suivront au cours du XIXe siècle.

## Sa famille
À partir de 1782, il est associé à la célèbre danseuse allemande Gertrude Rossi, née Ablöscher (1756-1799). Elle était auparavant l'épouse d'un danseur et chorégraphe italien Domenico (Giovanni Domenico, ou Giandomenico) Rossi à Naples, qu'elle a quitté avec son jeune fils Carlo Rossi dont il était le beau-père. Ils ont dansé ensemble à Londres, Varsovie et Saint-Pétersbourg, où ils se sont mariés en 1789. Ils ont eu trois filles : Caroline (deuxième épouse du compositeur espagnol Vincente Martín y Soler), Henriette Wilhelmine (épouse de l'apothicaire allemand Johann Moritz Bartels) et Marie Gertrude (épouse du danseur et maître de ballet français Auguste Antoine Poireau), ainsi que le fils de Charles.

## Principaux ballets

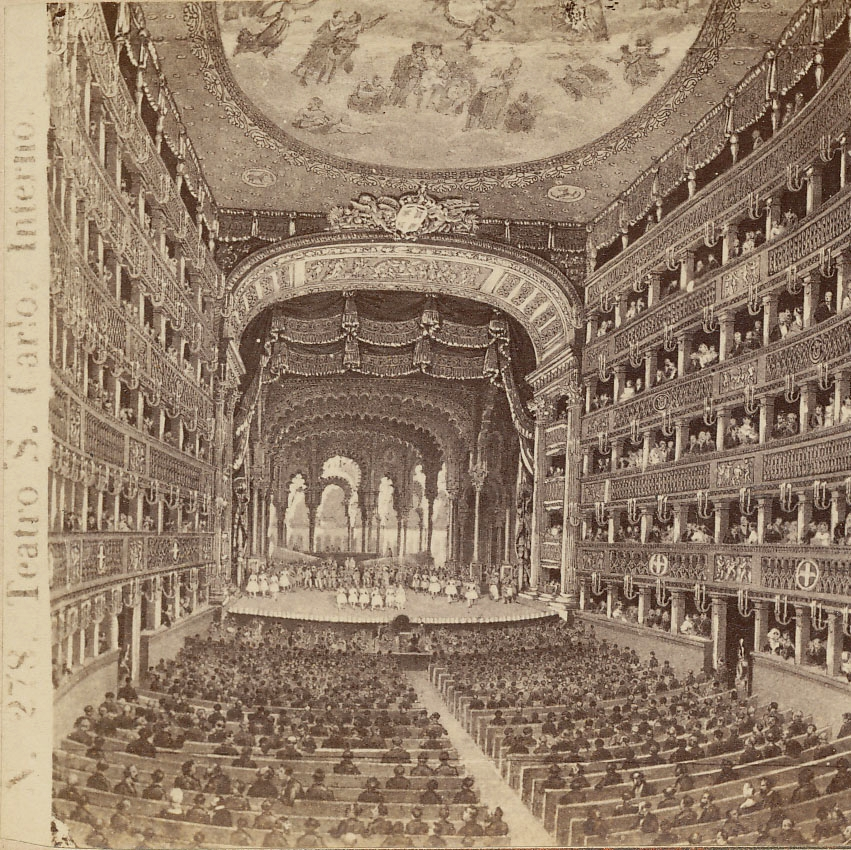
Teatro San Carlo à Naples, où Charles Le Picq a travaillé comme soliste et maître de ballet en 1772-1776 et 1777-1782

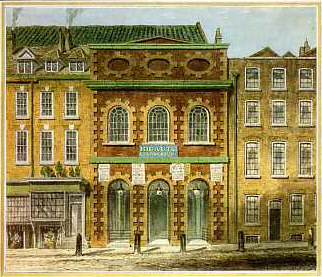
King's Theatre à Londres, où Charles Le Picq a travaillé comme soliste et maître de ballet en 1782-1785

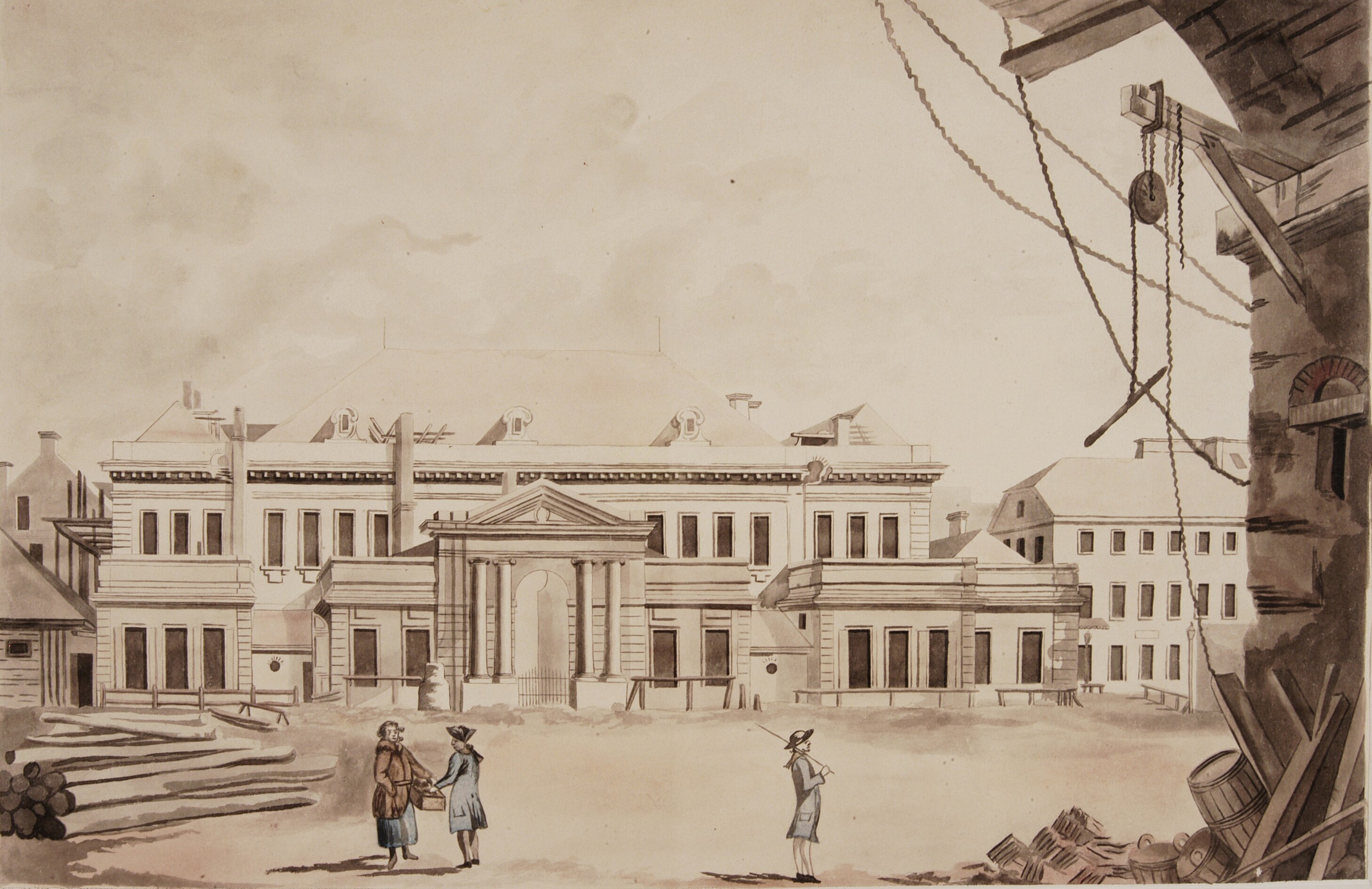
Théâtre sur la place Krasińskich à Varsovie, où Charles Le Picq a travaillé comme soliste et maître de ballet à l'automne 1785

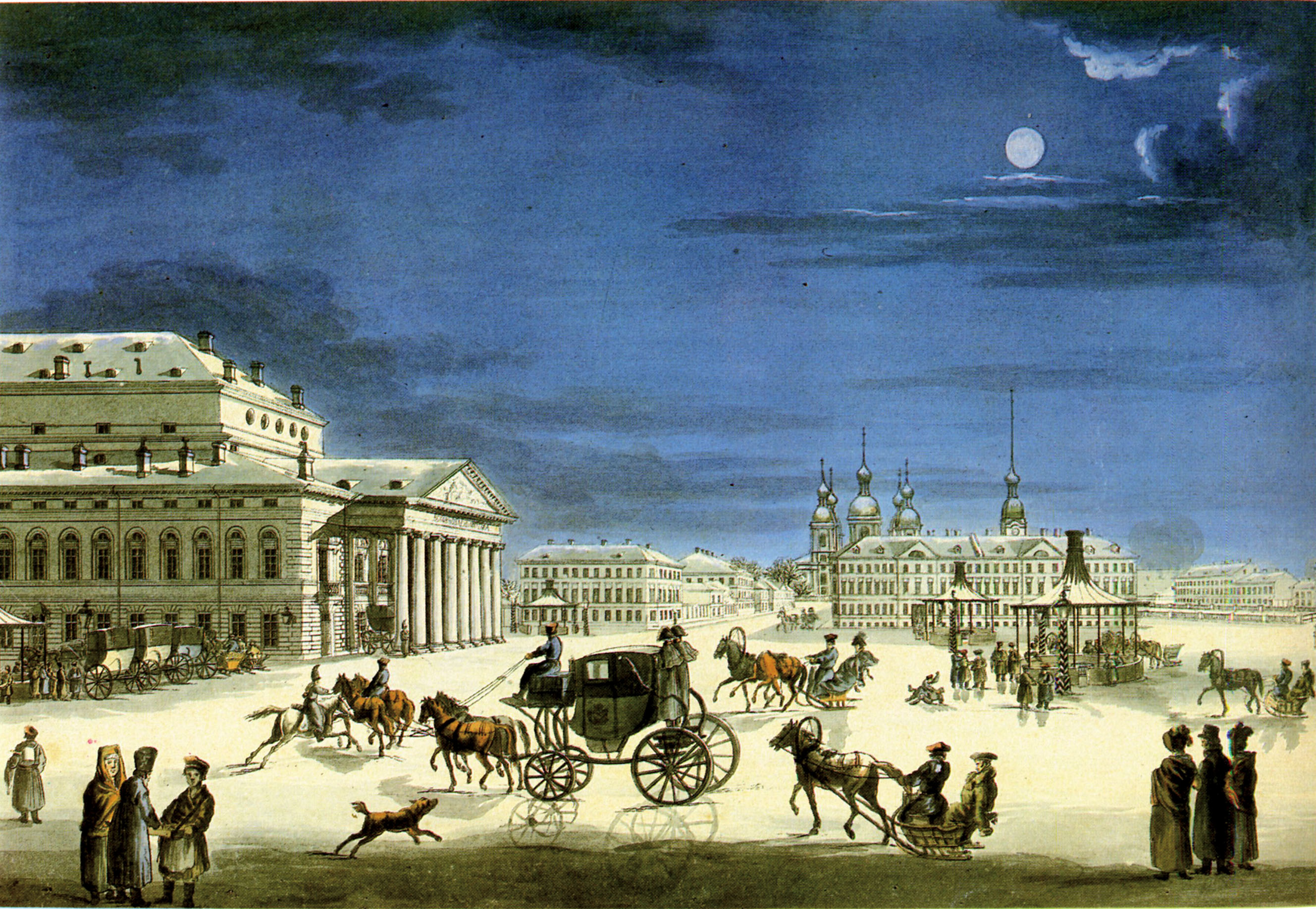
Théâtre Bolchoï Kamenny à Saint-Pétersbourg, où Charles Le Picq a travaillé comme soliste et maître de ballet à partir de 1786

- 1769 : Alessandro e Rossane d'après Jean-Georges Noverre (Padoue)
- 1770 : Orfeo e Euridice d'après Jean-Georges Noverre (Venise)
- 1770 : Trionfi e vittorie d'Ercole d'après Jean-Georges Noverre (Venise)
- 1770 : I fatti d'Achille figlio di Peleo (Venise)
- 1771 : Gli amanti protetti dall'Amore (Venise)
- 1771 : Giasone e Medea d'après Jean-Georges Noverre (Venise)
- 1771 : La contessa di Marte e d’Apollo (Milan)
- 1771 : Festeggiamento delle nozze di Tamerlano (Milan)
- 1772 : Il sacrifizio d'Ifigenia (Milan)
- 1772 : La forza della Gelosia e dell'Amore (Milan)
- 1772 : La gelosia del serraglio d'après Jean-Georges Noverre (MIlan)
- 1773 : Armida e Rinaldo d'après Jean-Georges Noverre (Naples)
- 1773 : Ercole e Dejanira (Naples)
- 1774 : Aminta e Clori (Naples)
- 1774 : De' seguaci di Alessandro (Naples)
- 1775 : Adelaide di Guesclin (Naples)
- 1775 : Aci e Galatea d'après Jean-Georges Noverre (Naples)
- 1775 : Telemaco nell'isola di Calipso (Naples)
- 1776 : Gli Orazj, e gli Curiazi d'après Jean-Georges Noverre (Naples)
- 1777 : Alexandro e Campaspe d'après Jean-Georges Noverre (Naples)
- 1778 : La sposa persiana, musique de Vicente Martín y Soler (Naples)
- 1779 : Griselda, musique de Vicente Martín y Soler (Naples)
- 1779 : La Belle Arsène, musique de Vicente Martín y Soler (Naples)
- 1780 : I ratti sabini, musique de Vicente Martín y Soler (Naples)
- 1781 : Tamas Kouli-Kann, musique de Vicente Martín y Soler (Naples)
- 1782 : Alilia et Romulus ou L'Enlèvement des Sabines, musique de Vicente Martín y Soler (Londres)
- 1783 : Le Tuteur trompé, musique de François-Hippolyte Barthélemon (Londres)
- 1783 : Les Épouses persanes d'après Jean-Georges Noverre, musique de Giovanni Battista Borghi (Londres)
- 1783 : La Bégueule, musique de Giovanni Battista Borghi (Londres)
- 1783 : The Amours of Alexandre et Roxane d'après Jean-Georges Noverre, musique de François-Hippolyte Barthélemon (Londres)
- 1784 : La Partie de chasse de Henri IV d'après Gasparo Angiolini, musique de François-Hippolyte Barthélemon (Londres)
- 1785 : Il convito degli dei, musique de François-Hippolyte Barthélemon (Londres)
- 1785 : Le Jugement de Pâris d'après Jean-Georges Noverre, musique de François-Hippolyte Barthélemon (Londres)
- 1785 : Le convive di pietra d'après Gasparo Angiolini, musique de  Christoph Willibald Gluck (Londres)
- 1785 : Mackbet, musique de Matthew Locke / François-Hippolyte Barthélemon (Londres)
- 1785 : Robin Gray, musique de François-Hippolyte Barthélemon (Londres)
- 1785 : Alexandre et Campaspe d'après Jean-Georges Noverre (Varsovie)
- 1785 : Le Déserteur d'après Jean Dauberval, musique de Pierre-Alexandre Monsigny (Varsovie)
- 1785 : Les Ruses champêtres, ou Les Amours de Lucas et Colinette (Varsovie)
- 1785 : La Pupille espagnole, musique de Vincente Martín y Soler (Varsovie)
- 1785 : Les Folies d'Espagne, musique de Vincente Martín y Soler (Varsovie)
- 1786 : Alexandre et Campaspe d'après Jean-Georges Noverre (Saint-Pétersbourg)
- 1786 : Annette et Lubin d'après Jean-Georges Noverre (Saint-Pétersbourg)
- 1789 : La Bergère (Saint-Pétersbourg)
- 1789 : Le Déserteur d'après Jean Dauberval, musique de Pierre-Alexandre Monsigny (Saint-Pétersbourg)
- 1789 : Médée et Jason d'après Jean-Georges Noverre, musique de Jean-Joseph Rodolphe (Saint-Pétersbourg)
- 1790 : Natchalnoïe oupravleniye Olega (Начальное управление Олега), musique de Giuseppe Sarti et autres (Saint-Pétersbourg)
- 1792 : Didon abandonnée d'après Gasparo Angiolini, musique de Vicente Martín y Soler (Saint-Pétersbourg)
- 1793 : L’oracle d'après Maximilien Gardel, musique de Vincente Martín y Soler (Saint-Pétersbourg)
- 1793 : Amour et Psyché d'après Jean-Georges Noverre, musique de Vincente Martín y Soler (Saint-Pétersbourg)
- 1795 : La Belle Arsène, musique de Vincente Martín y Soler (Saint-Pétersbourg)
- 1796 : Mort d'Hercule d'après Jean-Georges Noverre, musique de Vincente Martín y Soler (Gatchina)
- 1797 : Adèle de Ponthieu d'après Jean-Georges Noverre, musique de Ludwig August Lebrun (Saint-Pétersbourg)
- 1798 : Les Amours de Bayard, musique de Vincente Martín y Soler (Saint-Pétersbourg)
- 1799 : Tancrède, musique de Vincente Martín y Soler (Saint-Pétersbourg)
- 1799 : Les Deux Savoyards, musique de Carlo Canobbio (Saint-Pétersbourg)
- 1800 : Le retour de Poliorcète, musique de Vincente Martín y Soler (Saint-Pétersbourg)
- 1803 : Castor et Pollux, musique de Carlo Canobbio (Saint-Pétersbourg)